# Belodontichthys
Belodontichthys es un género de peces actinopeterigios de agua dulce, distribuidos por ríos y lagos de Asia.

## Especies
Existen solamente dos especies reconocidas en este género:
- Belodontichthys dinema (Bleeker, 1851)
- Belodontichthys truncatus Kottelat y Ng, 1999